# Garfield (Contea di Polk, Wisconsin)
Garfield è un comune degli Stati Uniti, situato in Wisconsin, nella Contea di Polk.